# Ariana Grande: Dangerous Woman Diaries
Ariana Grande: Dangerous Woman Diaries es una serie documental de televisión web estadounidense creada por Alfredo Flores, se estrenó el 29 de noviembre de 2018 en YouTube Premium. La serie documenta a la cantante y compositora Ariana Grande, sus bailarines de respaldo, el equipo de administración, los productores de su música, amigos y familiares mientras se embarcan en la gira Dangerous Woman Tour de 2017.
El 16 de febrero de 2019, Grande anunció vía Twitter que el "Sweetener Diaries", una continuación de esta serie, estaría en producción durante el transcurso de su Sweetener World Tour (2019).

## Premisa
La docu-serie sigue a Grande durante su Dangerous Woman Tour en 2017 y presenta "la creación de su cuarto álbum de estudio, Sweetener (2018), conciertos, momentos destacados nunca antes vistos de la gira y momentos de su concierto tributo One Love Manchester."

## Producción y lanzamiento
El 23 de julio de 2018, Grande anunció a través de su cuenta oficial de Twitter que se lanzaría una serie documental después de su gira Dangerous Woman Tour (2017).
El 28 de noviembre de 2018, se anunció que la serie se había titulado Ariana Grande: Dangerous Woman Diaries y consistía en cuatro episodios dirigidos por Alfredo Flores y producidos por YouTube Premium. La serie fue lanzada a los suscriptores de YouTube Premium a través del canal oficial de Grande en YouTube el 29 de noviembre de 2018, para los suscriptores que no contaran con el servicio premium los episodios de la serie fueron revelados de forma gratuita cada jueves hasta el 20 de diciembre de 2018.

## Episodios
| N.º | Título              | Dirección      | Lanzamiento premium/normal                      |
| --- | ------------------- | -------------- | ----------------------------------------------- |
| 1   | The Light Is Coming | Alfredo Flores | 29 de noviembre de 2018                         |
| 2   | Here's the Gag      | Alfredo Flores | 29 de noviembre de 2018/6 de diciembre de 2018  |
| 3   | Grateful            | Alfredo Flores | 29 de noviembre de 2018/13 de diciembre de 2018 |
| 4   | One Love            | Alfredo Flores | 29 de noviembre de 2018/20 de diciembre de 2018 |

## Recepción crítica
En una crítica positiva, la diseñadora Kayla Cobb de Decider elogió la serie y recomendó a la audiencia, «siempre segura. Grande es una celebridad cada vez más fascinante con una relación conmovedora con sus admiradores. Es una de las cosas buenas que hay, y todos necesitamos celebrar más a nuestra reina del pop».
En una crítica más mixta, Melissa Camacho, de Common Sense Media, otorgó a la serie tres de cinco estrellas, dio su crítica diciendo: «Si no eres fan de Grande, aquí no encontrarás mucho más que autopromoción. Pero lo más probable es que los fanáticos jóvenes y adolescentes encuentren mucha diversión aquí».